# Ursel Meyer-Wolf
Ursel Meyer-Wolf, auch  Ursel Meyer (* 27. April 1944 in Syke-Barrien als Ursel Wolf; † 6. Mai 2020 in Weyhe) war eine deutsche Autorin, die in plattdeutscher Sprache Werke schrieb, aber auch sang und komponierte.

## Leben und Werk
Sie wohnte in Weyhe, Niedersachsen und war in der Bremer Region als plattdeutsche Autorin tätig. Ab 1975 schrieb sie Geschichten, Hörspiele und Lieder, die sie in zahlreichen öffentlichen Veranstaltungen zur Pflege der plattdeutschen Sprache vortrug. Bekannt wurde sie durch Lesungen und Liederabende in den Landkreisen Diepholz und Verden, Bremen und Hamburg. Außerdem trat sie im Rundfunk (RB) und Fernsehen (ARD/SR, ZDF, N3) auf. Im Jahr 1990 wurde sie zusammen mit Heinrich Schmidt-Barrien mit dem Kulturpreis des Landkreises Diepholz ausgezeichnet.

## Werke
Hörspiele
- Düsse eene Nacht. 1978 (RB/NDR)
- Jeder hett so sien‘ Droom. 1979 (RB/NDR)
- Vörbikieken. 1980 (RB/NDR), Nordd. Blinden-Hörbücherei
- Met de Tiet. 1981 (RB/NDR)
- Un sönnobends kummt Besöök. 1982 (RB/NDR)
- De Anfang. 1983 (RB/NDR)
- Seelenzoppen. 1987/1996 (RB/NDR)
- De Mond paßt op di op. 1988 (RB/NDR)
  - 1989/1996 WDR, Produktion auf Münsterländisch
  - 1990 SWF/Freiburg, Produktion auf Alemannisch
- Sien Lüüd. 1993 (RB/NDR)
- För een Ei un een Botterbrot. 1997 (RB/NDR)
- Dreihmusik. 2005 (RB/NDR)
  - 2006 WDR, Produktion auf Münsterländisch

Bücher
- Över’t platte Land. Niederdeutsche Lieder., Selbstverlag, Weyhe 1987, 60 S., davon 23 mit Noten
- Met de Tiet. Hörspeele to'n Lesen. (9 Hörspiele), WM-Verlag Weyhe 2007, 264 S.; ISBN 978-3-9807444-8-5
- Wenn de Pappelbööm singt: 33 plattdüütsche Geschichten, Meyer u. a., Schröderscher Buchverlag, 1998, ISBN 3-89728-025-6
- Ursel Meyer list Dreihmusik un De Mond passt op di op, Hörbuch, WM-Verlag-Weyhe, 2008, ISBN 978-3-9812556-0-7
- Wenn sek Dag un Obend dreept, Geschichten und Gedichte, WM-Verlag-Weyhe, 2013, ISBN 978-3-9815713-1-8

Tonträger
- Ursel Wolf: Heh, du : niederdeutsche Lieder,  Arr.: Peter MacCrory u. Knut Kiesewetter, Polydor 2371933, Deutsche Grammophon, Hamburg 1979
- Knut Kiesewetter, Sigrun Kiesewetter, Fiede Kay, Fiede und Ursel Wolf: Die grossen 12 vom Fresenhof, Polydor 2459212, Deutsche Grammophon, Hamburg 1980
- Ursel Wolf: Neue niederdeutsche Lieder für Gesang und Gitarre, NFR-Musikverlag, Bohmstedt 1980
- Fiede Kay und Ursel Wolf: Plattdütsche Leeder, Polydor 2372127, Deutsche Grammophon, Hamburg 1982
- Ursel Wolf: Op’n Lannen : Niederdeutsche Lieder, Selbstverlag, Weyhe 1984

Filmporträt
- Ursel Wolf – Niederdeutsche Lieder, Saarländischer Rundfunk 1979, 43 Min., Archiv-Nr. 80105/01

Kurzgeschichten
- Us Mudder. (1975)
- Dat weer so wat as Heimweh.
- Kennt ji Adelheid?
- Wat een Hümpel.
- De Fischer un sien Fro.

Erzählungen
- Buten in de Marsch

## Auszeichnungen
- 1988  Hans-Henning-Holm-Preis für das Hörspiel De Mond passt op di op
- 1990  Kulturpreis des Landkreises Diepholz
- 2005  Hans-Henning-Holm-Preis für das Hörspiel Dreihmusik[3]
- 2007  Zonser Hörspielpreis der Zonser Hörspieltage für das Hörspiel Dreihmusik[4]